# Ceto (filho de Ponto)
Ceto ou Keto (em grego:  Κητώ), na mitologia grega, é uma divindade primordial marinha filha do Pontos, o Mar, e de Gaia, a Terra. O nome Cetus, que significa "monstro", é como os antigos gregos denominavam as baleias, que para eles eram monstros marinhos. Ceto é a personificação dos perigos do mar. Ela era mais especificamente uma deusa das baleias, tubarões e monstros marinhos. Também tida como deusa dos horrores e formas estranhas, coloridas e exuberantes que o mar pode produzir e revelar para os homens. Irmã e esposa de Fórcis, a deusa recebe esses epítetos: Krataiis (Κράταιις, "poderoso, das rochas"); Lamía (Λαμία, "o tubarão"); Tríenos (Τρίενος, "dentro de três anos"). Seus símbolos são  as baleias; tubarões; peixes grandes e o mar.
Segundo Hesíodo, em sua Teogonia, Ceto era uma deusa extremamente bela que gerou filhas belas porém perigosas e odiadas pelos deuses.
Todavia, como é comum às divindades marinhas, Ceto possui um aspecto dual: enquanto era considerada dona de uma beleza divina, também eram vista com um monstro abissal capaz de gerar outros monstros iguais a si: as Górgonas, as Greias e o Dragão insone Ladão. Já Equidna, também sua filha, era uma criatura ambígua, com tronco de uma bela ninfa e cauda de serpente em lugar dos membros. 